# Automatic for the People
Automatic for the People ist das achte Studioalbum der US-amerikanischen Rockband R.E.M. und erschien im Oktober 1992 über das Majorlabel Warner Bros. Records. Mit über 18 Millionen verkauften Exemplaren weltweit ist es eines der erfolgreichsten Alben der Band. 1993 war es für den Grammy Award in den Kategorien Album des Jahres und Bestes Alternative-Album nominiert. Zu den erfolgreichsten Auskopplungen gehören Everybody Hurts und Man on the Moon.

## Das Album
Das Album wurde im Oktober 1992, nur gut ein Jahr nach dem Erfolgsalbum Out of Time, nach dessen Erscheinen die Band nicht auf Tournee, sondern direkt wieder ins Studio gegangen war, veröffentlicht. Es enthält Hits wie Drive, Everybody Hurts oder Man on the Moon, die alle zu festen Bestandteilen des Live-Repertoires wurden und bis heute zu den bekanntesten Songs der Band zählen, während Stücke wie Find the River und Nightswimming insbesondere bei Fans beliebt waren. Automatic for the People kletterte bis auf Platz 2 der US-amerikanischen Billboard 200 und verkaufte sich über 18 Millionen Mal. Es wurde auch von der Kritik gelobt und gilt heute vielfach als der Höhepunkt des Schaffens der Band.
Die Songs entstanden aus Jamsessions der Band in deren Heimatstadt Athens. Ursprünglich hatte man geplant, nach dem vergleichsweise Pop-lastigen Out of Time, das den kommerziellen Durchbruch markiert hatte, ein raues Rockalbum zu produzieren, stellte aber während der Aufnahmen fest, dass die meisten Kompositionen melancholisch geraten waren und daher nach entsprechenden Arrangements verlangten. Der ehemalige Bassist von Led Zeppelin, der Multiinstrumentalist John Paul Jones, übernahm für orchestrierte Titel wie Drive daher die Streicherarrangements. Neben Kammermusik ließ sich die Band auch von Folk und Country inspirieren. Erst der 1994 erschienene Nachfolger Monster sollte dann tatsächlich erheblich rockiger ausfallen.
Für die Aufnahmen unternahmen R.E.M. eine Reise quer durch die USA. In New Orleans machten sie im Kingsway Studio halt, in New York im Bearsville Studio, sowie in den Criteria Studios, Miami, und in Bobby Browns Bosstown Recording Studios, Atlanta. Schließlich wurde alles in den Bad Animal Studios in Seattle abgemischt. Als letzter Song wurde Man on the Moon fertiggestellt.
Der Titel des Albums ist zudem das Motto von Weaver D’s Delicious Fine Foods im Clarke County, Georgia. Im Begleittext des Albums ist eine Danksagung für „Weaver D und seinen tollen Laden“ zu finden. Der Text von The Sidewinder Sleeps Tonight schien selbst für Englischsprachige schwer verständlich zu sein. So schrieb im Sommer 2001 eine Musikjournalistin in einer kanadischen Tageszeitung, dass sie glaubte, bei der Textzeile „Call me when you try to wake her up“ würde Michael Stipe „Call me Chet Baker“ singen.

## Besetzung
R.E.M.
- Michael Stipe – Gesang
- Peter Buck – Gitarre, Mandoline, Bass, Bouzouki
- Mike Mills – Bass, Piano, Keyboard, Akkordeon, Begleitgesang
- Bill Berry – Schlagzeug, Perkussion, Keyboard, Bass, Mundharmonika, Begleitgesang

Studiomusiker:
- Daniel Laufer – Violoncello
- Elizabeth Proctor Murphy – Violoncello
- Knox Chandler – Violoncello
- Kathleen Kee – Violoncello
- Deborah Workman – Oboe
- Heidi Nitchie – Bratsche
- Paul Murphy – Bratsche
- Reid Harris – Bratsche
- Denise Berginson-Smith – Violine
- Jody Taylor – Violine
- Lonnie Ottzen – Violine
- Patti Gouvas – Violine
- Sandy Salzinger – Violine
- Sou-Chun Su – Violine
- Scott Litt – Mundharmonika, Clavinet

## Titelliste
Alle Songs stammen aus der Feder von Bill Berry, Peter Buck, Mike Mills (Musik) und Michael Stipe (Songtexte).
Seite 1
1. Drive – 4:31
2. Try Not to Breathe – 3:49
3. The Sidewinder Sleeps Tonite – 4:05
4. Everybody Hurts – 5:16
5. New Orleans Instrumental No.1 – 2:12
6. Sweetness Follows – 4:19
Seite 2
7. Monty Got a Raw Deal – 3:16
8. Ignoreland – 4:24
9. Star Me Kitten – 3:15
10. Man on the Moon – 5:12
11. Nightswimming – 4:15
12. Find the River – 3:49

## Rezeption
Automatic for the People war sowohl Publikums- als auch Kritikererfolg und wurde sehr positiv rezensiert. Die Musikzeitschrift Rolling Stone wählte es 2003 auf Platz 247, 2012 auf Platz 249 und 2020 auf Platz 96 der 500 besten Alben aller Zeiten. Es erreichte außerdem Platz 18 der 100 besten Alben der 1990er Jahre.
Der New Musical Express führt es auf Platz 65 der 500 besten Alben aller Zeiten. In der Auswahl der 100 besten Alben des Jahrzehnts von Pitchfork belegt Automatic for the People Platz 43. Die Zeitschrift Spin wählte es auf Platz 40 der 90 besten Alben der 1990er Jahre sowie auf Platz 29 der 300 besten Alben aus dem Zeitraum 1985 bis 2014. Automatic for the People wurde in die 1001 Albums You Must Hear Before You Die aufgenommen.

## Kommerzieller Erfolg

### Chartplatzierungen
| ChartsChartplatzierungen       | Höchstplatzierung | Wochen |
| ------------------------------ | ----------------- | ------ |
| Deutschland (GfK)              | 2 (64 Wo.)        | 64     |
| Österreich (Ö3)                | 3 (37 Wo.)        | 37     |
| Schweiz (IFPI)                 | 3 (37 Wo.)        | 37     |
| Vereinigte Staaten (Billboard) | 2 (76 Wo.)        | 76     |
| Vereinigtes Königreich (OCC)   | 1 (245 Wo.)       | 245    |

| ChartsJahrescharts (1992) | Platzierung |
| ------------------------- | ----------- |
| Deutschland (GfK)         | 64          |

| ChartsJahrescharts (1993) | Platzierung |
| ------------------------- | ----------- |
| Deutschland (GfK)         | 7           |
| Österreich (Ö3)           | 11          |
| Schweiz (IFPI)            | 13          |

### Auszeichnungen für Musikverkäufe
| Land/Region                  | Auszeichnungen für Musikverkäufe (Land/Region, Auszeichnung, Verkäufe) | Verkäufe    |
| ---------------------------- | ---------------------------------------------------------------------- | ----------- |
| Argentinien (CAPIF)          | Gold                                                                   | 30.000      |
| Australien (ARIA)            | 4× Platin                                                              | 280.000     |
| Dänemark (IFPI)              | 4× Platin                                                              | 80.000      |
| Deutschland (BVMI)           | 5× Gold                                                                | 1.250.000   |
| Europa (IFPI)                | 3× Platin                                                              | (3.000.000) |
| Frankreich (SNEP)            | Platin                                                                 | 300.000     |
| Italien (FIMI)               | Gold                                                                   | 25.000      |
| Kanada (MC)                  | 7× Platin                                                              | 700.000     |
| Neuseeland (RMNZ)            | 5× Platin                                                              | 75.000      |
| Niederlande (NVPI)           | 3× Platin                                                              | 240.000     |
| Österreich (IFPI)            | 2× Platin                                                              | 100.000     |
| Schweden (IFPI)              | 2× Platin                                                              | 160.000     |
| Schweiz (IFPI)               | 2× Platin                                                              | 100.000     |
| Spanien (Promusicae)         | 2× Platin                                                              | 200.000     |
| Vereinigte Staaten (RIAA)    | 4× Platin                                                              | 4.000.000   |
| Vereinigtes Königreich (BPI) | 8× Platin                                                              | 2.400.000   |
| Insgesamt                    | 3× Gold · 49× Platin ·                                                 | 9.940.000   |

Hauptartikel: R.E.M./Auszeichnungen für Musikverkäufe

## 25th Anniversary Edition
Anlässlich des 25. Jubiläums von Automatic for the People veröffentlichte Craft Recordings (Concord Music Group) am 10. November 2017 erweiterte Sammlerausgaben, die neben dem Album als Remaster auch Bonusmaterial enthalten. Die „Deluxe Edition“ beinhaltet einen Konzertmitschnitt auf einer zweiten CD. Ein limitiertes Boxset umspannt 3 CDs mit dem Studioalbum, Live- und Demoaufnahmen sowie eine Blu-ray Disc, welche das Album als Dolby-Atmos-Abmischung (7.1 Surround), im hochauflösenden Audioformat (24 bit/96 kHz), acht Musikvideos und den Bonustrack Photograph enthält.
Die LP-Ausgabe bietet Automatic for the People lediglich als neues Remaster und kommt ohne Bonusmaterial daher.
Der Metascore der 25th Anniversary Deluxe Edition beträgt 96 von 100 möglichen Punkten.
Titelliste
Disc 2 – Live At The 40 Watt Club (19. November 1992)
1. Drive – 4:51
2. Monty Got a Raw Deal – 3:21
3. Everybody Hurts – 7:19
4. Man on the Moon – 6:28
5. Losing My Religion – 4:32
6. Country Feedback – 4:53
7. Begin the Begin – 3:28
8. Fall On Me – 3:34
9. Me in Honey – 4:07
10. Finest Worksong – 5:28
11. Love Is All Around – 3:23
12. Fun Time – 2:16
13. Radio Free Europe – 4:39

Disc 3 – Demoversionen
1. Drive (Demo) – 4:44
2. Wake Her Up (Demo) – 4:37
3. Mike’s Pop Song (Demo) – 4:33
4. C To D Slide 13 (Demo) – 5:35
5. Cello Scud (Demo) – 4:20
6. 10K Minimal (Demo) – 3:33
7. Peter’s New Song (Demo) – 3:15
8. Eastern 983111 (Demo) – 4:03
9. Bill’s Acoustic (Demo) – 2:54
10. Arabic Feedback (Demo) – 4:55
11. Howler Monkey (Demo) – 4:39
12. Pakiderm (Demo) – 3:34
13. Afterthought (Demo) – 3:57
14. Bozouki Song (Demo) – 3:04
15. Photograph (Demo) – 3:32
16. Michael’s Organ – 4:33
17. Pete’s Acoustic Idea (Demo) – 1:06
18. 6-8 Passion & Voc (Demo) – 3:46
19. Hey Love (Demo) – 3:03
20. Devil Rides Backwards (Demo) – 5:17